# أوتفوش (وحدة)
أوتفوش هي وحدة تسارع مقسومة على المسافة التي تم استخدامها بالاقتران مع النظام الأقدم من السنتيمتر-ثانية من الوحدات (نظام وحدات سنتيمتر غرام ثانية). يتم تعريف الأوتفوش على أنه 10−9 غاليليات لكل سنتيمتر. رمز وحدة الأوتفوش هو E.‏
في وحدات SI أو في وحدات نظام (وحدات سنتيمتر غرام ثانية)، 1 أوتفوش = 10−9 ثانية−2.
يقاس عادة التدرج التثاقلي للأرض، أي التغير في متجه تسارع الجاذبية من نقطة على سطح الأرض إلى أخرى، بوحدات أوتفوش. يهيمن المكون على تدرج جاذبية الأرض بسبب الشكل شبه الكروي للأرض، والذي ينتج عنه تدرج جاذبية شداني عمودي قدره 3,080 هكتار (زيادة ارتفاع قدرها 1 م تعطي انخفاضًا في الجاذبية يبلغ حوالي 0.3 مللي جالون)، والجاذبية الانضغاطية الأفقية تدرجات من نصف ذلك، أو 1540 E. فإن شذوذ تدرج الجاذبية في المناطق الجبلية يمكن أن يكون كبيرا مثل عدة مئات من الأوتفوش.
تم تسمية وحدة أوتفوش للعالم الفيزيائي أوتفوش لوراند، الذي أجرى دراسات رائدة عن التدرج في مجال الجاذبية الأرضية.